# Аванград (часопис)
Аванград је бесплатни лист за културу који излази од маја 2009. године у Сомбору. Уредници листа су Бранко Ћурчић и Милан Живковић.

## Историјат
Аванград је лист који је почео да излази 2009. године и излази и данас. Концептуално је подељен у два дела.
Први део листа посвећен је освртима, критикама, есејима и теоријским текстовима из домена културе.
Други део листа је резервисан за афирмисане и неафирмисане прозне и поетске ствараоце.

### Периодичност  и ток излажења
Лист Аванград излази месечно.

### Изглед листа
Лист Аванград је илустрован и димензија 24 cm.

### Место издавања
Сомбор, од 2009. године.

### Штампарије и издавачи
Издавач листа је Удружење КАФКА. Од броја 6 (2010) издавач је променио назив у ARTiFAKT.
Штампа Арт Студио у Сомбору.

## Рубрике
У оквиру првог дела налазе се сталне рубрике:
- Поглед из угла
- Интервју
- Читалиште
- Драма
- Филозофија
- Психологија
- Филм
- Филмска архива
- Музика
- Овде близу
- Есеј

## Уредници и редакција
Уредници листа су Бранко Ћурчић и Милан Живковић, а редакцију чине Иван Панић, Бранкица Ћурчић и Дејан Шимурда.

## Сарадници
Стални сарадници су Иван Деспотовић, Синиша Трифуновић, Младен Ђуричић и Чила Шимурда.
Сталним позивом на отворен дијалог с читаоцима, текстовима о култури, уметности, друштву и свакодневици, Аванград дозначава и надограђује свој квалитет.